# Charles Rothschild

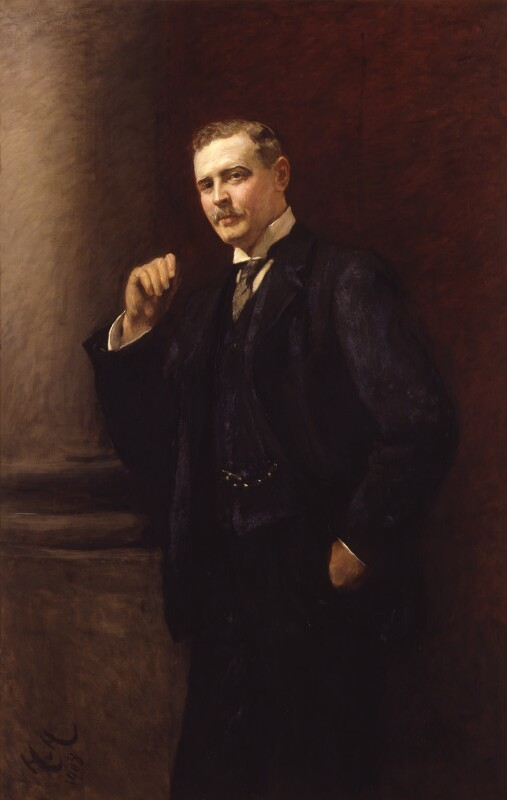
Charles Rothschild, 1908

Nathaniel Charles Rothschild, genannt Charles, (* 9. Mai 1877; † 12. Oktober 1923) war ein britischer Bankier aus der Rothschild-Dynastie, Entomologe und Naturschützer. Er war ein international anerkannter Spezialist für Flöhe.

## Leben
Er war der Sohn des Bankiers Nathan Mayer Rothschild, 1. Baron Rothschild und von Emma Rothschild, besuchte ab 1891 die Harrow School, studierte 1895 bis 1898 in Cambridge Naturwissenschaften (1898 B. A., 1901 M.A.) und trat nach einigen Reisen in die Familienfirma N M Rothschild & Sons als Partner ein. Obwohl eher an Naturgeschichte interessiert, nahm er seine Pflichten in der Firma sehr ernst. Er war auch Vorstandsvorsitzender der Alliance Insurance Company. Im Ersten Weltkrieg war er nach dem Tod seines Vaters 1915 sehr stark eingespannt in die Familienfirma und erlitt 1916 einen Nervenzusammenbruch, von dem er sich nur langsam erholte. Er beging 1923 Suizid, nachdem er an chronischer Gehirnhautentzündung erkrankt war.

## Werk
Schon seit seiner Kindheit war er an Entomologie interessiert. Während des Studiums und im Berufsleben befasste er sich auch mit Chemie und Metallurgie (Handhabung von Gold). Als Entomologe hatte er wissenschaftliche Ambitionen.
Rothschild sammelte und befasste sich vor allem mit Flöhen (und anderen Ektoparasiten), eine Leidenschaft, die seine Tochter fortsetzte. Seine Sammlung (mit über einer Million Exemplaren von Flöhen) ist heute in der Rothschild Sammlung im Natural History Museum. Er entdeckte und erstbeschrieb 1903 den Orientalischen Rattenfloh (Xenopsylla cheopis) als Überträger der Beulenpest. Er fand ihn 1901 auf einer Expedition in Shendi im Sudan. Der Fund lieferte auch die Erklärung warum einige Bezirke in Indien pestfrei blieben (die übertragende Flohart fehlte). Neben Flöhen sammelte er auch Schmetterlinge und einige Käferfamilien (wie Bockkäfer), vor allem aus Großbritannien und Ungarn, und war Experte für Wildpflanzen. In seinen Gärten in Tring und Ashton Wold widmete er sich vor allem wild vorkommender Schwertlilien (Iris), über die er genauestens Buch führte, was in die Monographien des Botanikers William Rickatson Dykes (1877–1925) über die Iris einfloss.
Er unterstützte den Naturschutz in Großbritannien, indem er beim Aufkauf der Sumpfgebiete Wicken Fen 1899 (Großbritanniens erstes Naturschutzgebiet), woran sich noch andere Persönlichkeiten wie George Henry Verrall beteiligten. Er übertrug Wicken Fen dem National Trust. 1910 kaufte er ein weiteres Naturschutzgebiet, Woodwalton Fen, wo er ein Pfahlhaus baute und nachts Falter jagte.  Sein Landsitz Ashton Wold in Northamptonshire war auf Naturschutz ausgerichtet, besonders als Heimstätte für Schmetterlinge. 1912 gründete er die Society for the Promotion of Nature Reserves, ein Vorläufer des späteren The Wildlife Trusts, nachdem er einer der Ersten Konsequenzen aus der Beobachtung zog, dass für das Überleben der Arten die natürliche Umgebung geschützt werden musste. Bis 1915 war eine Liste von 284 prospektiven Wildschutzgebieten in Großbritannien erstellt (Rotschilds Reserves).
Er arbeitete als Entomologe mit seinem Freund Karl Jordan zusammen und unterstützte zum Beispiel die Forschung des Ornithologen und Malakologen Tom Iredale und von anderen Entomologen und entomologischen Instituten, die finanziell in Schwierigkeiten waren. Von Rothschild stammen zahlreiche Erstbeschreibungen.
1915/16 war er Präsident der Royal Entomological Society of London. 1905 wurde er High Sheriff von Nottinghamshire. Er war Deputy Lieutenant of the City of London und Justice of the Peace.

## Familie
Er war seit 1907 mit der Ungarin Rózsika Rothschild (Rozsika Edle von Wertheimstein) verheiratet, mit der er vier Kinder hatte. Sie lernten sich auf Schmetterlingsjagd in den Karpaten kennen. Sie lebten in Tring und in London. Seine Tochter Miriam Rothschild war auch Entomologin und Floh-Expertin wie ihr Vater (sie erstellte einen Katalog der Floh-Sammlung von Charles Rothschild), eine weitere Tochter Pannonica de Koenigswarter war in New York eine legendäre Patronin des Bebop. Eine weitere Tochter war Elizabeth Charlotte Rothschild (1909–1988), genannt Liberty. Sein Sohn Victor Rothschild, 3. Baron Rothschild (1910–1990), erbte die Peerswürde (Baron Rothschild), da Charles vor seinem älteren Bruder Lionel Walter Rothschild, 2. Baron Rothschild, starb. Victor Rothschild war ebenfalls Zoologe. Auch sein Bruder Lionel Walter Rothschild war sehr an Zoologie interessiert und stellte auf seinem Wohnsitz Tring eine der größten privaten zoologischen Sammlungen besonders von Vögeln zusammen (Zoologisches Museum Tring).